# Малинівська сільська рада (Гуляйпільський район)
| Малинівська сільська рада — колишній орган місцевого самоврядування у Гуляйпільському районі Запорізької області з адміністративним центром у с. Малинівка. Водоймища на території, підпорядкованій даній раді: р. Янчул. Сільській раді підпорядковані населені пункти: - с. Малинівка |

## Склад ради
Рада складалася з 14 депутатів та голови.

### Керівний склад ради
| ПІБ                   | Основні відомості                                                                                     | Дата обрання | Дата звільнення |
| --------------------- | --- | ------------ | --------------- |
| Продан Роман Іванович | Сільський голова, 1977 року народження, освіта, член Соціал-демократичної партії України (об'єднаної) | 26.03.2006   | 31.10.2010      |
| Продан Роман Іванович | Сільський голова, 1977 року народження, освіта вища, член Партії регіонів                             | 31.10.2010   |                 |

Примітка: таблиця складена за даними джерела

## Населення
Згідно з переписом УРСР 1989 року чисельність наявного населення сільської ради становила 863 особи, з яких 366 чоловіків та 497 жінок.
За переписом населення України 2001 року в сільській раді мешкали 873 особи.

### Мова
Розподіл населення за рідною мовою за даними перепису 2001 року:
| Мова       | Відсоток |
| ---------- | -------- |
| українська | 97,51 %  |
| російська  | 2,38 %   |
| болгарська | 0,11 %   |